# Consell Regional d'Alsàcia
El Consell regional d'Alsàcia era l'assemblea elegida que dirigia la regió francesa d'Alsàcia. Estava format per 47 membres elegits cada sis anys. La seu era a Estrasburg.

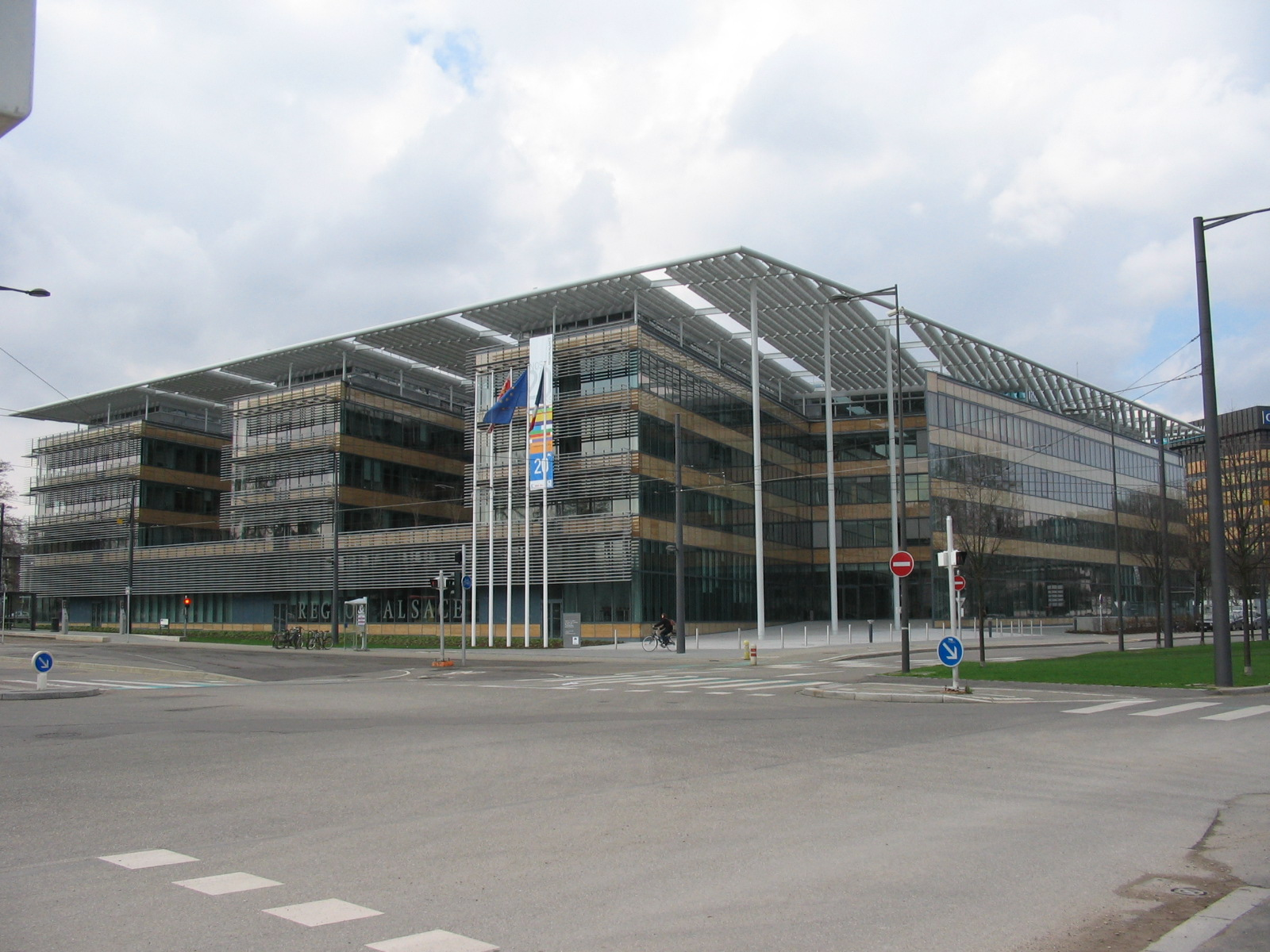
La «maison de la Région» a Estrasburg

Va desaparèixer el 31 de desembre de 2015.

## Eleccions 2004

### Primera volta
A les eleccions del 2004 s'hi presentaren vuit llistes (resultats definitius) :
- LO - LCR: Françoise Ruch (3,03%)
- PCF - PRG - MRC: Alfred Wahl (3,74%)
- PS - Les Verts: Jacques Bigot (20,12%)
- MEI: Antoine Waechter (7,40%)
- PF: Pascale Grauss (0,09%)
- UDF - UMP: Adrien Zeller (34,06%)
- Alsace d'abord: Robert Spieler (9,42%)
- FN: Patrick Binder (18,58%)
- Independents : «La France d'en bas» (3,56%)

### Segona volta
resultats definitius

- Les Verts - PS: Jacques Bigot (34,57%, 12 escons)
- UDF - UMP: Adrien Zeller (43,48%, 27 escons)
- FN: Patrick Binder (21,95%, 8 escons)

## Història

### 1998-2004
President Adrien Zeller
Repartició dels escons a la fi del mandat :
- Les Verts - PS: 9 escons
- MEI: 1 escó
- UMP: 19 escons
- Alsace d'abord: 9 escons
- FN: 2 escons
- Divers : 4 sièges
- No inscrits : 3 sièges

L'escrutini del 15 de març de 1998 segons les llistes (percentatge de vots) :
- Extreme esquerra : 31 798 vots - 5,50%
- Partit socialista : 95 407 vots - 16,49%
- Ecologistes : 35 895 vots - 6,21%
- Divers : 80 158 vots - 13,86%
- RPR : 37 672 vots - 6,52%
- UDF : 155 265 vots - 26,84%
- Divers dreta : 23 386 vots - 4,05%
- Front nacional : 119 070 vots - 20,58%

### 1992-1998
President Marcel Rudloff i Adrien Zeller
- PS - PCF : 6 escons
- Verts : 6 escons
- Génération Écologie : 3 escons
- Divers : 1 escó
- UDF - RPR : 20 escons
- Front Nacional : 9 escons
- Alsace d'Abord : 2 escons

### 1986-1992
President Marcel Rudloff
- PS - PCF : 11 escons
- Verts : 2 escons
- UDF - RPR : 27 escons
- Front Nacional : 7 escons

## Presidents del Consell regional
- André Bord (1974-1976)
- Pierre Schiélé (1976-1980)
- Marcel Rudloff (1980-1996)
- Adrien Zeller (1996-2009)
- André Reichardt (2009-2010)
- Philippe Richert (2010-2015)